# All Over the Place
All Over the Place (с англ. — «Повсюду») — дебютный студийный альбом американской группы The Bangles, вышедший 23 мая 1984 года на звукозаписывающем лейбле Columbia Records.

## История
Альбом был записан в период с декабря 1983 по февраль 1984 года в голливудских студиях Crystal Sound и Soundcastle, а также в студии Skyline Recording, располагавшейся в статистически обособленной местности под названием Топанга неподалёку от Лос-Анджелеса.
Мастеринг был осуществлён в студии Sterling Sound (Нью-Йорк).
Бо́льшая часть материала была написана Вики Питерсон и Сюзанной Хоффс, они же исполнили основные вокальные партии, исключение составили только две кавер-версии в исполнении Дебби Питерсон: песня «Live» в оригинале была записана группой The Merry-Go-Round (1967), а «Going Down to Liverpool» — группой Katrina and the Waves (1983).

## Список композиций
| №  | Название            | Автор(ы)              | Основной вокал | Длительность |
| -- | ------------------- | --------------------- | -------------- | ------------ |
| 1. | «Hero Takes a Fall» | С. Хоффс, В. Питерсон | С. Хоффс       | 2:52         |
| 2. | «Live»              | Эмитт Роудс           | Д. Питерсон    | 2:34         |
| 3. | «James»             | В. Питерсон           | С. Хоффс       | 3:33         |
| 4. | «All About You»     | В. Питерсон           | В. Питерсон    | 2:24         |
| 5. | «Dover Beach»       | С. Хоффс, В. Питерсон | С. Хоффс       | 3:42         |

| №  | Название                  | Автор(ы)              | Основной вокал           | Длительность |
| -- | ------------------------- | --------------------- | ------------------------ | ------------ |
| 1. | «Tell Me»                 | С. Хоффс, В. Питерсон | С. Хоффс, В. Питерсон    | 2:12         |
| 2. | «Restless»                | С. Хоффс, В. Питерсон | В. Питерсон              | 2:40         |
| 3. | «Going Down to Liverpool» | Кимберли Рю           | Д. Питерсон              | 3:36         |
| 4. | «He’s Got a Secret»       | В. Питерсон           | С. Хоффс                 | 2:40         |
| 5. | «Silent Treatment»        | В. Питерсон           | В. Питерсон              | 2:04         |
| 6. | «More Than Meets the Eye» | В. Питерсон           | В. Питерсон, Д. Питерсон | 3:16         |

## Участники записи
Информация приведена по сведениям базы данных Discogs

| The Bangles: - Сюзанна Хоффс — вокал, бэк-вокал, ритм-гитара - Вики Питерсон — вокал, бэк-вокал, соло-гитара - Дебби Питерсон — вокал, бэк-вокал, барабаны - Мишель Стил — бэк-вокал, бас-гитара Приглашённый музыкант: - Джимми Хаскелл — аранжировка струнных (в песне «More Than Meets the Eye») | Технический персонал: - Дэвид Кан — продюсер, звукоинженер - Эндрю Берлинер — звукоинженер - Джо Чиккарелли — инженер сведе́ния - Джек Скиннер — мастеринг-инженер |

| Оформление: - Нэнси Дональд — дизайн обложки - Тони Лейн — дизайн обложки - Пит Лэмсон — дизайн внутренней вкладки конверта пластинки - Эд Колвер — фотографии для коллажа - Майк Конделло — фотографии для коллажа - Терри Дорн — фотографии для коллажа | Оформление: - Брюс Калберг — фотографии для коллажа - Пит Лэмсон — фотографии для коллажа - Ларри Родригес — фотографии для коллажа - Джеффри Скейлз — фотографии для коллажа - Боб Зейдеман — фотографии для коллажа |

## Позиции в хит-парадах
Еженедельные чарты:
| Год  | Чарт                             | Высшая позиция | Пребывание в чарте |
| ---- | -------------------------------- | -------------- | ------------------ |
| 1984 | Великобритания (UK Albums Chart) | 86             | 1 неделя           |
| 1984 | Новая Зеландия (RMNZ)            | 32             | 7 недель           |
| 1984 | США (Billboard Top LPs & Tape)   | 80             | 30 недель          |
| 1984 | Швеция (Topplistan)              | 40             | 1 неделя           |